# Улен, Гизела
Гизела Улен (нем. Gisela Uhlen, настоящее имя Гизела Фридлинда Шрек (Gisela Friedlinde Schreck); 16 мая 1919, Лейпциг — 16 января 2007, Кёльн) — немецкая актриса, танцовщица и литератор. Начиная с 1936 года снялась в более чем 60 кинофильмах и сыграла более ста ролей в театре.

## Биография
Гизела родилась в семье оперного певца Августина Шрека и его супруги Луизы Фриды. С пяти лет занималась в танцевальной школе Мэри Вигман при Лейпцигской консерватории, позднее обучалась классическому балету и акробатике. В 15 лет приняла решение стать актрисой и взяла себе псевдоним Гизела Улен.
Завершив обучение в актёрской школе Лилли Аккерман в Берлине, Гизела Улен дебютировала в кино в 1936 году в главной роли в ленте «Аннамария» производства UFA. Первые работы в кино быстро принесли ей успех. В том же году актриса дебютировала в театре на сцене Бохумского драматического театра под руководством Саладина Шмитта. Спустя два года Генрих Георге пригласил её в берлинский Театр имени Шиллера. В Третьем рейхе Улен снялась в нескольких пропагандистских фильмах.
После Второй мировой войны Гизела Улен была занята преимущественно в театре. В 1949 году Гизела Улен работала со своим третьим мужем режиссёром Хансом Бертрамом над фильмом «Большая любовь», в котором не только сыграла главную женскую роль, но и участвовала в работе над сценарием. Тем не менее, критики и зритель отнесли к ленте равнодушно. Впоследствии Улен развелась с Бертрамом и в 1953 году вступила в свой четвёртый брак с актёром Вольфгангом Килингом. Из-за разногласий с бывшим мужем по поводу опеки над общей дочерью Барбарой Гизела Улен бежала через Швейцарию, где она находилась на гастролях в Базеле и Цюрихе, в Восточный Берлин. В Восточной Германии Улен служила в Немецком театре и блистала на киностудии DEFA. 17 января 1955 года Улен родила от Килинга дочь Сюзанну.
В 1957 года Улен развелась с Килингом и вышла замуж за режиссёра киностудии DEFA Герберта Бальмана и была занята в его постановках. В 1960 году Улен вернулась в ФРГ, Болеслав Барлог пригласил её в Театр Шиллера. В 1960-х годах Улен снималась на киностудии Эдгара Уоллеса, в 1979 году Райнер Вернер Фассбиндер предложил ей роль матери в фильме «Замужество Марии Браун».
В начале 1980-х годов Улен организовала передвижной театр, в котором в постановке «Привидений» Ибсена была занята её дочь Сюзанна. Гизела Улен также снималась в телевизионных сериалах «Лесничество Фалькенау» и «Деррик». В конце 2005 года она передала часть своего архива потсдамскому музею кино.
Гизела Улен выпустила три книги воспоминаний. Умерла после продолжительной болезни от рака лёгких и похоронена на кёльнском кладбище Мелатен.

## Фильмография
| - 1936: Аннамария — Annemarie. Die Geschichte einer jungen Liebe - 1938: Liebelei und Liebe - 1938: Tanz auf dem Vulkan - 1939: Mann für Mann - 1939: Morgen werde ich verhaftet - 1940: Zwischen Hamburg und Haiti - 1940: Die unvollkommene Liebe - 1940: Die Rothschilds - 1941: Дядюшка Крюгер — Ohm Krüger - 1942: Symphonie eines Lebens - 1942: Ewiger Rembrandt - 1942: Zwischen Himmel und Erde - 1942: Schicksal - 1942: Der 5. Juni - 1943: Die beiden Schwestern - 1944: Die Zaubergeige - 1945: Der stumme Gast - 1949: Eine große Liebe - 1950: Der fallende Stern - 1951: Der schweigende Mund - 1952: Türme des Schweigens - 1956: Das Traumschiff - 1958: Emilia Galotti - 1960: Mit 17 weint man nicht - 1962: Das Mädchen und der Staatsanwalt - 1962: Der Gärtner von Toulouse - 1962: Die Tür mit den sieben Schlössern - 1963: Das indische Tuch - 1963: Aufstand der Gehorsamen - 1965: Hotel der toten Gäste - 1965: Ferien mit Piroschka | - 1965: Die eigenen vier Wände - 1966: Unser Sohn Nicki - 1966: Geschlossene Gesellschaft - 1966: Der Bucklige von Soho - 1967: Der Panamaskandal - 1967: Der Tod läuft hinterher - 1967: Das Kriminalmuseum - 1968: Das Kriminalmuseum - 1968: Lady Hamilton — Zwischen Schmach und Liebe - 1969: Die Zimmerschlacht - 1969: Dr. med. Fabian — Lachen ist die beste Medizin - 1970: Der Kommissar - 1971: Leiche gesucht - 1974: Drei Männer im Schnee - 1975: Tatort - 1975: Bis zur bitteren Neige - 1975: Der Edelweißkönig - 1976: Место преступления — Tatort - 1976: Die Hellseherin - 1977: Женщины в Нью-Йорке — Frauen in New York - 1979: Замужество Марии Браун — Die Ehe der Maria Braun - 1982: Wir haben uns doch mal geliebt - 1982: Meister Eder und sein Pumuckl - 1983: Die zweite Frau - 1991: Toto der Held - 1992: Zürich — Transit - 1996: Die Katze von Kensington - 1997: Der Coup - 1998: Edgar Wallace: Das Haus der toten Augen - 1998: Место преступления — Tatort - 1989—2006: Forsthaus Falkenau - 2002: SOKO Kitzbühel |

## Сочинения
- Gisela Uhlen: Mein Glashaus, Roman eines Lebens. Bayreuth 1978 ISBN 3-7770-0178-3
- Gisela Uhlen: Meine Droge ist das Leben. Weinheim, Berlin 1993 ISBN 3-88679-199-8
- Gisela Uhlen: Umarmungen und Enthüllungen, Collage eines Lebens. ISBN 3-932529-33-2